# Wilhelm Ärlig
Wilhelm Ärlig, född 2 juli 2000, är en svensk fotbollsspelare som spelar för norska Kongsvinger IL. 

## Karriär
Wilhelm Ärligs moderklubb är Sandareds IF. Som 16-åring lämnade han moderklubben för spel med Norrby IF. Ett år efter flytten fick han göra sin A-lagsdebut i Norrby IF med ett inhopp i träningsmatchen mot Utsiktens BK den 24 mars 2018.
Sommaren 2018 skrev Ärlig på sitt första A-lagskontrakt med Norrby IF. Kort därpå fick han göra sitt första framträdande i Superettan, då han fick ett 20 minuters-inhopp i mötet med Gais den 30 juni 2018. I juni 2020 förlängde Ärlig sitt kontrakt i Norrby med 2,5 år.
I januari 2022 värvades Ärlig av Falkenbergs FF, där han skrev på ett tvåårskontrakt. I oktober 2023 råkade Ärlig ut för en korsbandsskada. Efter säsongen 2023 lämnade han klubben.
Efter att varit klubblös ett halvår skrev Ärlig i juli 2024 på ett 2,5-årskontrakt med norska Kongsvinger IL.

## Karriärstatistik
| Klubb              | Säsong             | Liga                           | Liga    | Liga | Nationell cup | Nationell cup | Övrigt  | Övrigt | Totalt  | Totalt |
| Klubb              | Säsong             | Division                       | Matcher | Mål  | Matcher       | Mål           | Matcher | Mål    | Matcher | Mål    |
| ------------------ | ------------------ | ------------------------------ | ------- | ---- | ------------- | ------------- | ------- | ------ | ------- | ------ |
| Sjömarken/Sandared | 2016               | Division 5 Södra Västergötland | 1       | 0    | —             | —             | —       | —      | 1       | 0      |
| Norrby IF          | 2018               | Superettan                     | 2       | 0    | 0             | 0             | —       | —      | 2       | 0      |
| Norrby IF          | 2019               | Superettan                     | 6       | 0    | 4             | 1             | —       | —      | 10      | 1      |
| Norrby IF          | 2020               | Superettan                     | 13      | 0    | 1             | 0             | —       | —      | 14      | 0      |
| Norrby IF          | 2021               | Superettan                     | 20      | 1    | 1             | 1             | —       | —      | 21      | 2      |
| Norrby IF          | Totalt             | Totalt                         | 41      | 1    | 6             | 2             | —       | —      | 47      | 3      |
| Falkenbergs FF     | 2022               | Ettan Södra                    | 30      | 14   | 3             | 1             | 2       | 0      | 35      | 15     |
| Falkenbergs FF     | 2023               | Ettan Södra                    | 23      | 5    | 2             | 1             | —       | —      | 25      | 6      |
| Falkenbergs FF     | Totalt             | Totalt                         | 53      | 19   | 5             | 2             | 2       | 0      | 60      | 21     |
| Kongsvinger IL     | 2024               | 1. divisjon                    | 5       | 0    | 0             | 0             | —       | —      | 5       | 0      |
| Totalt i karriären | Totalt i karriären | Totalt i karriären             | 100     | 20   | 11            | 4             | 2       | 0      | 113     | 24     |

1. ↑  Uppflyttningskvalmatcher mot Östersunds FK.'"`UNIQ--ref-00000006-QINU`"''"`UNIQ--ref-00000007-QINU`"'